# Montsalier
Montsalier ist eine französische Gemeinde mit 167 Einwohnern (Stand 1. Januar 2022) im Département Alpes-de-Haute-Provence im Département Alpes-de-Haute-Provence in der Region Provence-Alpes-Côte d’Azur. Sie gehört zum Kanton Reillanne im Arrondissement Forcalquier.
Sie grenzt im Norden an Revest-du-Bion und Redortiers, im Osten an Banon sowie im Süden und Westen an Simiane-la-Rotonde. 

## Bevölkerungsentwicklung

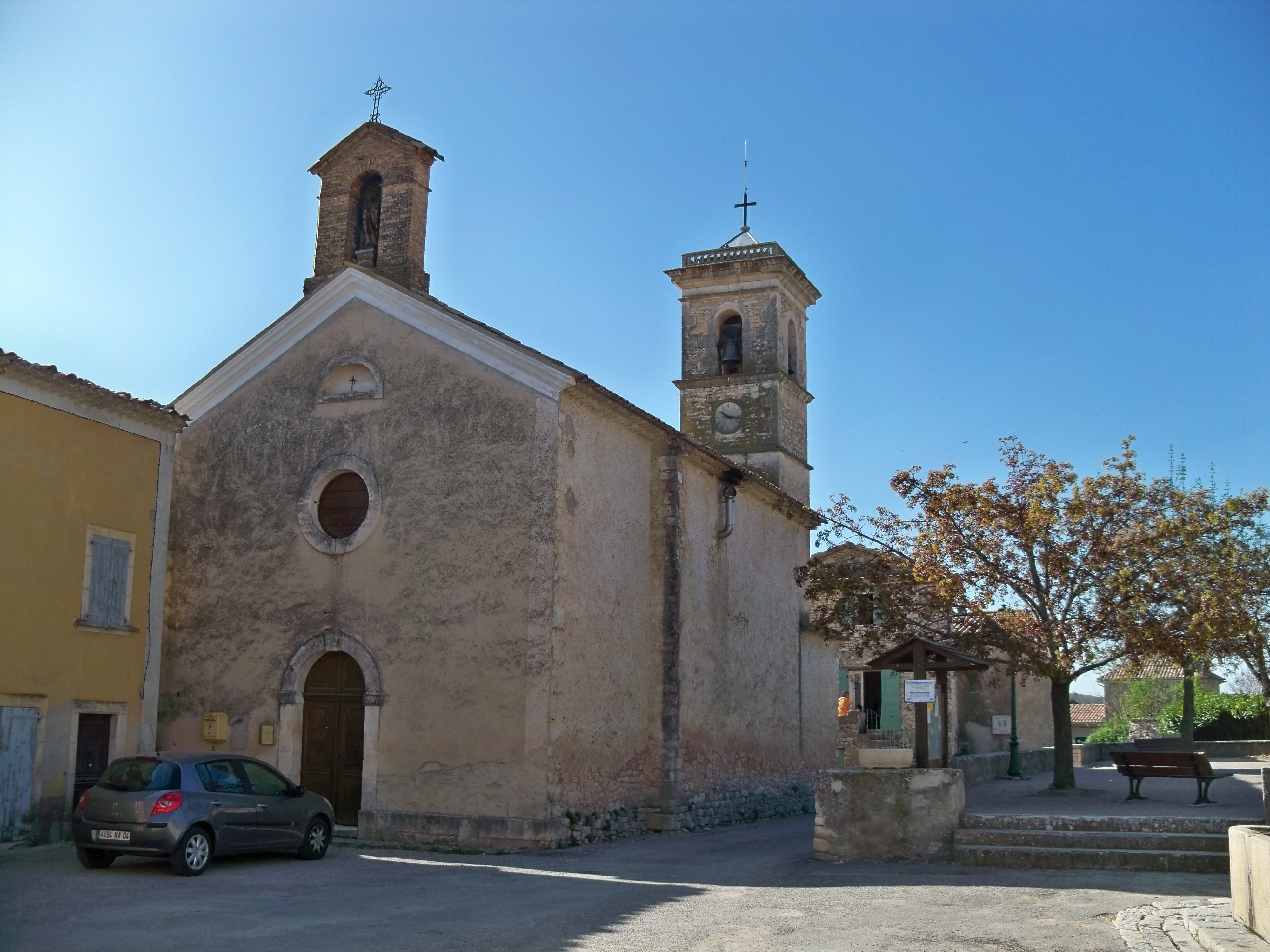
Kirche Notre-Dame du Plan

| Jahr      | 1962 | 1968 | 1975 | 1982 | 1990 | 1999 | 2006 | 2012 |
| --------- | ---- | ---- | ---- | ---- | ---- | ---- | ---- | ---- |
| Einwohner | 61   | 65   | 54   | 66   | 74   | 92   | 107  | 111  |